# Música per a cinema

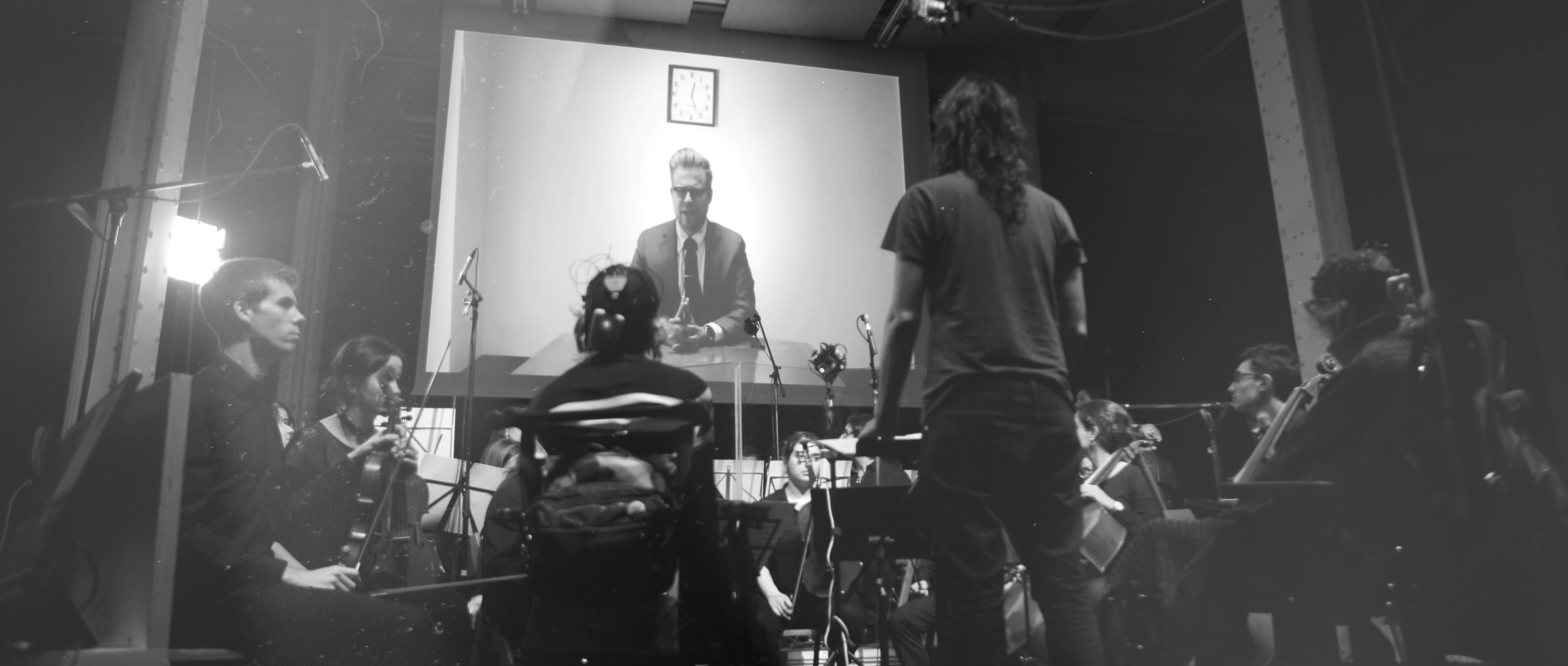
Gravació de música per a cinema. S'està reproduint la pel·lícula a la pantalla per servir de referència.

Música per a cinema és aquella composició musical elaborada específicament per acompanyar una part d'una pel·lícula. La partitura comprèn una sèrie de peces orquestrals, instrumentals o corals anomenades entrades, que es programen per començar i acabar en punts específics de la pel·lícula per tal de millorar la narrativa dramàtica i l'impacte emocional de l'escena en qüestió. Les partitures les escriu un o més compositors, sota la guia del director o el productor de la pel·lícula o en col·laboració amb ells, i normalment són interpretades per un conjunt de músics - que sovint comprèn una orquestra (molt probablement una orquestra simfònica) o una banda, solistes instrumentals i cor o vocalistes - conegut com a cantants de reproducció i enregistrat per un enginyer de so.
Les partitures de pel·lícules engloben una enorme varietat d’estils de música, en funció de la naturalesa de les pel·lícules que acompanyen. La majoria de les partitures són obres orquestrals arrelades a la música clàssica, però moltes partitures també estan influenciades pel jazz, rock, pop, blues, new-age i música ambiental, i una àmplia gamma d'estils ètnics i world music. Des de la dècada de 1950, un nombre creixent de partitures també han inclòs elements electrònics com a part de la partitura, i moltes partitures escrites avui presenten un híbrid d'orquestra i instruments electrònics.
Cançons, com ara cançons pop i cançons de rock, normalment no es consideren part de la partitura de la pel·lícula, encara que també formen part de la banda sonora de la pel·lícula. Tot i això, algunes cançons, especialment les dels musicals, es basen en el tema de la partitura.
Les bandes sonores de pel·lícules abasten una enorme varietat d'estils musicals, depenent de la naturalesa de les pel·lícules que acompanyen. Tot i que la majoria de les partitures són obres orquestrals arrelades en la música clàssica occidental, moltes partitures també estan influenciades pel jazz, el rock, el pop, el blues, la música new age i ambient, i una àmplia gamma d'estils de música ètnica i del món . Des de la dècada del 1950, un nombre creixent de partitures també han inclòs elements electrònics com a part de la partitura, i moltes partitures escrites avui dia presenten un híbrid d'instruments orquestrals i electrònics.
Des de la invenció de la tecnologia digital i el mostreig d'àudio, moltes pel·lícules modernes han pogut confiar en mostres digitals per imitar el so d'instruments acústics, i moltes partitures són creades i interpretades íntegrament pels mateixos compositors, mitjançant programari de composició musical, sintetitzadors, mostrejadors i controladors MIDI.
Cançons com ara les cançons pop i les cançons rock no solen considerar-se part de la banda sonora de la pel·lícula, tot i que les cançons també formen part de la banda sonora de la pel·lícula. Tot i que algunes cançons, especialment en els musicals, es basen en idees temàtiques de la partitura (o viceversa), les partitures no solen tenir lletra, excepte quan les canten cors o solistes com a part d'una entrada. De la mateixa manera, les cançons pop que s'insereixen en una escena específica d'una pel·lícula per emfatitzar-la o com a música diegètica (per exemple, una cançó que sona a la ràdio del cotxe d'un personatge), no es consideren part de la banda sonora, tot i que el compositor de la banda sonora ocasionalment escriurà una cançó pop original basada en els seus temes, com ara My Heart Will Go On de James Horner de Titanic, escrita per a Céline Dion.

## Terminologia
Una banda sonora de pel·lícula també es pot anomenar banda sonora, música de fons, banda sonora de pel·lícula, música de cinema, composició de pantalla, música de pantalla o música incidental.

## Procés de creació

### Observació
El compositor sol entrar en el procés creatiu cap al final del rodatge, aproximadament al mateix temps que s'està editant la pel·lícula, tot i que en algunes ocasions el compositor és present durant tot el rodatge, especialment quan els actors han d'interpretar o conèixer la música diegètica original. Al compositor se li mostra un muntatge aproximat sense polir de la pel·lícula abans que es completi el muntatge i parla amb el director o productor sobre quin tipus de música es requereix per a la pel·lícula pel que fa a l'estil i el to. El director i el compositor miraran la pel·lícula sencera, prenent nota de quines escenes requereixen música original. Durant aquest procés, els compositors prendran notes de temps precises per saber quant ha de durar cada pista, on comença, on acaba i moments particulars durant una escena amb els quals la música pot haver de coincidir d'una manera específica. Aquest procés es coneix com a spotting (detecció de taques).
De vegades, un cineasta edita la seva pel·lícula per adaptar-la al flux de la música, en lloc de fer que el compositor editi la banda sonora fins al tall final. El director Godfrey Reggio va editar les seves pel·lícules Koyaanisqatsi i Powaqqatsi basades en la música del compositor Philip Glass. De la mateixa manera, la relació entre el director Sergio Leone i el compositor Ennio Morricone va ser tal que el final de El bo, el lleig i el dolent i les pel·lícules Fins que li va arribar l'hora i Hi havia una vegada a Amèrica van ser editades amb la banda sonora de Morricone, tal com l'havia preparat el compositor mesos abans que acabés la producció de la pel·lícula.
En un altre exemple, el final de ET, l'extraterrestre, de Steven Spielberg, va ser editat per coincidir amb la música del seu col·laborador de tota la vida, John Williams: tal com es relata en un documental complementari del DVD, Spielberg va donar a Williams total llibertat amb la música i li va demanar que gravés la pista sense imatges; Spielberg va reeditar l'escena més tard per coincidir amb la música.
En algunes circumstàncies, es demanarà a un compositor que escrigui música basant-se en les seves impressions del guió o dels storyboards sense veure la pel·lícula en si i tindrà més llibertat per crear música sense la necessitat d'adherir-se a longituds de pista específiques o reflectir l'arc emocional d'una escena en particular. Aquest plantejament sol ser adoptat per un director que no vol que la música comenti específicament una escena o un matís concret d'una pel·lícula, i que, en canvi, es pugui inserir a la pel·lícula en qualsevol moment que el director desitgi durant el procés de postproducció. El compositor Hans Zimmer va rebre la proposta d'escriure la música d'aquesta manera el 2010 per a la pel·lícula Origen, del director Christopher Nolan; el compositor Gustavo Santaolalla va fer el mateix quan va escriure la banda sonora guanyadora d'un Oscar per a Brokeback Mountain.

### Sincronització
Quan s'escriu música per a una pel·lícula, un dels objectius és sincronitzar els esdeveniments dramàtics que succeeixen a la pantalla amb els esdeveniments musicals de la partitura. Hi ha molts mètodes diferents per sincronitzar música amb imatges. Aquests inclouen l'ús de programari de seqüenciació per calcular els temps, l'ús de fórmules matemàtiques i el temps lliure amb temps de referència. Els compositors treballen utilitzant el codi de temps SMPTE per a la sincronització.
Quan es sincronitza música amb imatge, generalment un marge de 3 a 4 fotogrames abans o després permet al compositor ser extremadament precís. Mitjançant una tècnica anomenada Free Timing, un director d'orquestra utilitzarà (a) un cronòmetre o un cronòmetre de la mida d'un estudi, o (b) mirarà la pel·lícula en una pantalla o monitor de vídeo mentre dirigeix els músics a temps predeterminats. Aquests es representen visualment mitjançant línies verticals (serpentines) i esclats de llum anomenats punxons. L'editor musical els posa a la pel·lícula en els punts especificats pel compositor. En ambdós casos, els temps del rellotge o les línies inscrites a la pel·lícula tenen temps corresponents que també es troben en punts específics (pulsacions) de la partitura del compositor/director d'orquestra.

#### Pista de clics escrita
Una pista de clic escrita és un mètode d'escriure compassos de música en valors de temps consistents (per exemple, 4 pulsacions en :2 2⁄3 segons) per establir un tempo constant en lloc d'un valor de metrònom (per exemple, 88 bpm). Un compositor faria servir un clic escrit si tingués previst dirigir intèrprets en directe. Quan s'utilitzen altres mètodes com ara un metrònom, el director d'orquestra té un clic audible perfectament espaiat. Això pot produir actuacions rígides i sense vida en senyals més lentes i expressives. Un valor estàndard de bpm es pot convertir en un clic escrit on X representa el nombre de pulsacions per compàs i W representa el temps en segons mitjançant l'equació següent:
{\displaystyle {\frac {bpm(sp)}{60}}+1=B}
Els clics escrits s'expressen mitjançant increments de 1⁄3 de segon, de manera que el següent pas és arrodonir el decimal a 0, 1⁄3 o 2⁄3 de segon. El següent és un exemple per a 88 bpm:
{\displaystyle {\frac {60}{88}}(4)=2.72}
2,72 arrodoneix a 2,66, de manera que el clic escrit és de 4 pulsacions: 2 2⁄3 segons.
Un cop el compositor ha identificat la ubicació de la pel·lícula amb la qual sincronitzar musicalment, ha de determinar el ritme musical en què es produeix aquest esdeveniment. Per trobar això, els directors d'orquestra utilitzen la següent equació, on bpm són pulsacions per minut, sp és el punt de sincronització en temps real (és a dir, 33,7 segons) i B és el número de pulsacions en increments de 1⁄3 (és a dir,49 2⁄3 ).

### Escriptura
Un cop finalitzada la sessió de relleu i determinats els temps precisos de cada senyal, el compositor treballarà en l'escriptura de la partitura. Els mètodes d'escriptura de la partitura varien de compositor a compositor; alguns compositors prefereixen treballar amb un llapis i paper tradicionals, escrivint notes a mà en un pentagrama i interpretant obres en curs per al director en un piano, mentre que altres compositors escriuen en ordinadors utilitzant programari sofisticat de composició musical com ara Digital Performer, Logic Pro, Finale, Cubase o Pro Tools. Treballar amb programari permet als compositors crear demostracions MIDI, anomenades maquetes MIDI, perquè el cineasta les revisi abans de l'enregistrament orquestral final.
El temps que un compositor té per escriure la partitura varia de projecte a projecte; depenent del calendari de postproducció, un compositor pot tenir entre dues setmanes i fins a tres mesos per escriure la partitura. En circumstàncies normals, el procés d'escriptura pròpiament dit dura unes sis setmanes de principi a fi.
El material real de la partitura depèn de diverses variables que influeixen en com un compositor pot escriure; per exemple, l'emoció que el compositor intenta transmetre, la naturalesa del personatge a la pantalla, l'escenari i la geografia del decorat, juntament amb moltes altres variables. Una composició pot constar de diferents instrumentacions, gèneres variats i estils influents diferents.
Cada compositor té les seves pròpies inspiracions i impressions pragmàtiques que creen sons únics i convincents que poden ajudar a fer que una escena sigui memorable. Un exemple d'això és a la partitura d'El Senyor dels Anells, on Howard Shore utilitza una idea melòdica específica per referir-se a la Comarca mitjançant una flauta de llauna per evocar un sentiment celta. Shore fa això al llarg de les tres pel·lícules de la trilogia per subratllar el sentiment de reminiscència nostàlgica d'un personatge (Lawson, Macdonald, 2018).
Altres partitures inclouen no només orquestracions originals, sinó també música popular que representa l'època i/o el personatge que es retrata. Moltes pel·lícules fan això, com ara Guardians of the Galaxy o Back to the Future . Alan Silvestri a vegades orquestra composicions que s'acompanyen de temes com The Power of Love i Back in Time, ambdues de Huey Lewis i The News. Això crea una sensació de lleugeresa que s'allunya del tema principal, semblant a una fanfàrria. (Lawson, Macdonald, 2018).
Moltes partitures sovint intenten inspirar-se en la influència del món per crear un so que es consolidi en la cultura popular. Un exemple d'això seria la partitura de El bo, el lleig i el dolent . En aquesta partitura, el compositor Ennio Morricone utilitza una culminació de teoria musical posttonal, cançó celta, cant gregorià i trompetes mariachi per crear el so del spaghetti western, que sovint s'associa amb el salvatge oest (Kalinak 2010).

### Orquestració
Un cop escrita la música, s'ha d'arranjar o orquestrar perquè el conjunt la pugui interpretar. La naturalesa i el nivell d'orquestració varien de projecte a projecte i de compositor a compositor, però en la seva forma bàsica la feina de l'orquestrador és agafar la música d'una sola línia escrita pel compositor i donar-li cos en partitures específiques per a cada instrument perquè cada membre de l'orquestra l'interpreti.
Alguns compositors com Ennio Morricone orquestren les seves pròpies partitures, sense utilitzar un orquestrador addicional. Alguns compositors proporcionen detalls complexos sobre com volen que s'aconsegueixi això i proporcionen a l'orquestrador nombroses notes que descriuen a quins instruments se'ls demana que interpretin quines notes, sense donar a l'orquestrador cap aportació creativa personal més enllà de tornar a anotar la música en diferents fulls de paper segons correspongui. Altres compositors són menys detallistes i sovint demanen als orquestradors que omplin els buits, aportant la seva pròpia aportació creativa a la composició del conjunt, assegurant-se que cada instrument sigui capaç d'interpretar la música tal com està escrita i fins i tot permetent-los introduir tècniques d'interpretació i adorns per millorar la partitura. En molts casos, les restriccions de temps determinades pel calendari de postproducció de la pel·lícula dicten si els compositors orquestren les seves pròpies bandes sonores, ja que sovint és impossible que el compositor completi totes les tasques requerides dins del termini permès.
Al llarg dels anys, diversos orquestradors s'han vinculat a l'obra d'un compositor en particular, sovint fins al punt que un no funcionaria sense l'altre.
Un cop finalitzat el procés d'orquestració, la partitura s'imprimeix físicament en paper per un o més copistes musicals i està llesta per a la seva interpretació.

### Enregistrament
Quan la música ha estat composta i orquestrada, l'orquestra o conjunt la interpreta, sovint amb el compositor dirigint-la. Els músics d'aquests conjunts sovint no apareixen als crèdits de la pel·lícula ni a l'àlbum i són contractats individualment (i si és així, el contractista de l'orquestra apareix als crèdits de la pel·lícula o de l' àlbum de la banda sonora ). No obstant això, algunes pel·lícules han començat recentment a acreditar els músics contractats als àlbums sota el nom de Hollywood Studio Symphony després d'un acord amb la Federació Americana de Músics. Altres conjunts intèrprets que sovint s'utilitzen inclouen l'Orquestra Simfònica de Londres (que interpreta música de cinema des del 1935). l'Orquestra Filharmònica de la Ciutat de Praga (una orquestra dedicada principalment a la gravació), la Filharmònica de la BBC i la Northwest Sinfonia.
L'orquestra actua davant d'una pantalla gran que projecta la pel·lícula. El director d'orquestra i els músics solen portar auriculars que emeten una sèrie de clics anomenats clic-track que canvien amb el compàs i el tempo, ajudant a sincronitzar la música amb la pel·lícula.

## Elements de la banda sonora d'una pel·lícula
La majoria de pel·lícules tenen entre 45 i 120 minuts de música. No obstant això, algunes pel·lícules tenen molt poca o cap música; d'altres poden incloure una banda sonora que es reprodueix gairebé contínuament durant tota la pel·lícula.

### Pistes temporals
En uns quants casos, el director ha demanat als compositors de pel·lícules que imitin un compositor o estil específic present a la pista temporal.  En altres ocasions, els directors s'han aferrat tant a la banda sonora temporal que decideixen utilitzar-la i rebutjar la banda sonora original escrita pel compositor de la pel·lícula. Un dels casos més famosos és 2001: una odissea de l'espai de Stanley Kubrick, on Kubrick va optar per enregistraments existents d'obres clàssiques, incloent-hi peces del compositor György Ligeti, en lloc de la partitura d'Alex North, tot i que Kubrick també havia contractat Frank Cordell per fer una partitura. Altres exemples són Cortina esquinçada (Bernard Herrmann), Troy (Gabriel Yared), Pirates of the Caribbean: The Curse of the Black Pearl (Alan Silvestri), Peter Jackson's King Kong (Howard Shore), Air Force One (Randy Newman) i The Bourne Identity (Carter Burwell).

### Estructura
Les pel·lícules sovint tenen temes diferents per a personatges, esdeveniments, idees o objectes importants, una idea que sovint s'associa amb l'ús del leitmotiv de Wagner.  Aquestes es poden tocar en diferents variacions segons la situació que representen, disperses entre música incidental. Els temes per a personatges o ubicacions específiques es coneixen com a motiu, on la resta de la pista normalment se centra al voltant del motiu en particular i la pista es desenvolupa en línia amb el motiu.
Aquesta tècnica comuna pot passar desapercebuda pels cinèfils casuals, però s'ha fet ben coneguda entre els entusiastes del gènere. Un exemple destacat és la banda sonora de John Williams per a la saga de Star Wars, i els nombrosos temes de la música de Star Wars associats amb personatges individuals com ara Darth Vader, Luke Skywalker i la princesa Leia. De la mateixa manera, la música de la sèrie de pel·lícules El Senyor dels Anells presentava temes recurrents per a molts personatges principals i llocs. Un altre exemple notable és el tema klingon de Jerry Goldsmith de Star Trek: The Motion Picture (1979), que posteriorment els compositors de la saga de pel·lícules Star Trek van citar en els seus motius klingon, i que es va incloure en nombroses ocasions com a tema per a Worf, el personatge klingon més destacat de la franquícia. Michael Giacchino va emprar temes de personatges a la banda sonora de la pel·lícula d'animació Up del 2009, per la qual va rebre el premi de l'Acadèmia a la millor banda sonora. La seva banda sonora orquestral per a la sèrie de televisió Lost també depenia en gran manera de temes específics de personatges i situacions.

### Música original
La música font (o una pista font) prové d'una font en pantalla que realment es pot veure o que es pot inferir (en la teoria cinematogràfica acadèmica, aquesta música s'anomena música  diegètica, ja que emana de la diegesi o món narratiu). Un exemple de música font és l'ús de la cançó de Frankie Valli Can't Take My Eyes Off You a El caçador, de Michael Cimino. El thriller  Els ocells d'Alfred Hitchcock de 1963 és un exemple de pel·lícula de Hollywood sense música no diegètica. Dogma 95 és un moviment cinematogràfic, iniciat a Dinamarca el 1995, amb un manifest que prohibeix qualsevol ús de música no diegètica a les seves pel·lícules.

## Mèrit artístic

### Crítica musical
Els mèrits artístics de la música de cinema són sovint debatuts. Alguns crítics la valoren molt, assenyalant música com l'escrita per Erich Wolfgang Korngold, Aaron Copland, Bernard Herrmann i altres. Alguns consideren la música de cinema com un gènere definitori de la música clàssica de finals del segle xx, encara que només sigui perquè és el tipus de música clàssica que s'escolta més sovint que qualsevol altre. En alguns casos, els temes cinematogràfics han estat acceptats en el cànon de la música clàssica. Es tracta majoritàriament d'obres de compositors ja destacats que han fet partitures; per exemple, la partitura de Serguei Prokófiev per a Alexandr Nevski, o la partitura de Ralph Vaughan Williams per a Scott of the Antarctic. Altres consideren que la gran part de la música de cinema no té mèrit. Consideren que gran part de la música de cinema és derivada, manllevant en gran manera d'obres anteriors. Els compositors de bandes sonores de pel·lícules normalment en poden produir unes tres o quatre a l'any. Les obres més populars de compositors com John Williams encara són lluny d'entrar al cànon clàssic acceptat, tot i que hi ha una creixent apreciació per la contribució més àmplia de compositors com Williams entre uns quants compositors i crítics clàssics; per exemple, el compositor clàssic contemporani noruec Marcus Paus ha dit que considera Williams com "un dels grans compositors de qualsevol segle" que ha "trobat una manera molt satisfactòria d'encarnar la dissonància i les tècniques avantguardistes dins d'un marc tonal més ampli" i que "potser també ha estat el compositor més proper a adonar-se de la vella utopia schoenbergiana que els nens del futur xiularien fileres de 12 tons".  Tot i això, tenint en compte que sovint són les composicions modernes més populars de música clàssica conegudes pel públic en general, les grans orquestres de vegades interpreten concerts d'aquesta música, igual que les orquestres pop.

### Esforços de preservació
El 1983, es va formar una organització sense ànim de lucre, la Society for the Preservation of Film Music, per preservar els subproductes de la creació d'una banda sonora, incloent-hi els manuscrits musicals (música escrita) i altres documents i enregistraments d'estudi generats en el procés de composició i enregistrament de bandes sonores que, en alguns casos, han estat descartats pels estudis de cinema. La música escrita s'ha de conservar per interpretar-la en programes de concerts i per fer-ne nous enregistraments. De vegades, només després de dècades s'ha publicat en CD una gravació d'arxiu de la banda sonora d'una pel·lícula.